# Niedergösgen
Niedergösgen es una comuna suiza del cantón de Soleura, capital del distrito de Gösgen. Limita al norte con las comunas de Stüsslingen y Erlinsbach, al este con Schönenwerd, al sur con Gretzenbach y Däniken, y al oeste con Obergösgen y Lostorf.

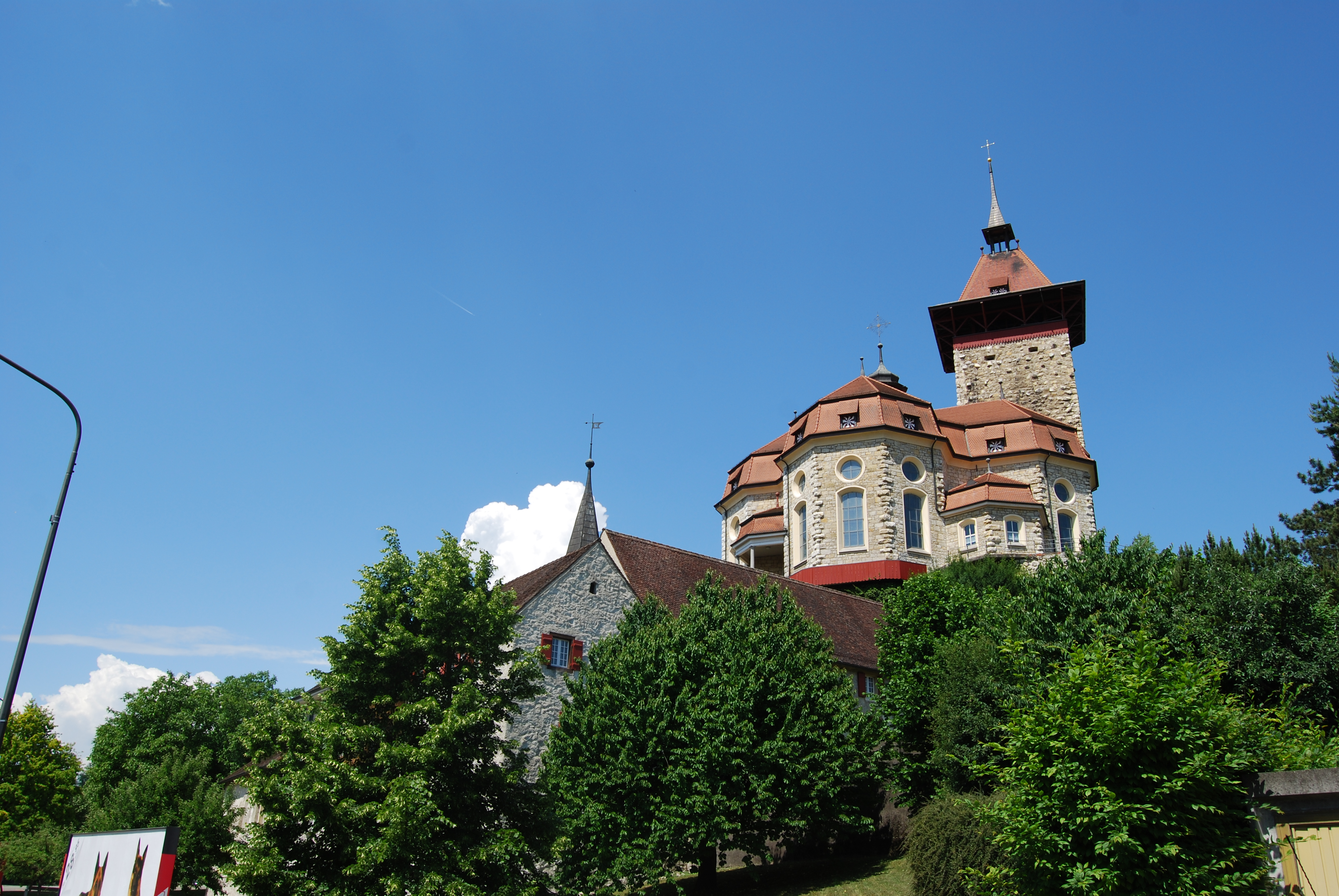
Niedergösgen